# 大川隆
大川 隆（おおかわ たかし、1967年8月2日 - ）は、茨城県行方郡麻生町（現：行方市）出身 の元プロ野球選手（外野手、内野手、投手）。本名は「大川 隆哉」（読み方は「おおかわ りゅうさい」）。

## 来歴・人物
銚子商業高では、3年次の1985年に同期の片平哲也と投の二本柱を組み、同年の夏の選手権に出場する。千葉県予選の決勝では、先発を務め市立柏高に圧勝した。本戦の1回戦では、片平が先発を務め、自身は1番・中堅手として出場するが、この大会で準優勝した宇部商業高の田上昌徳（新日本製鐵光）に抑えられ敗退した。
1985年のプロ野球ドラフト会議で横浜大洋ホエールズから投手として3位指名を受け入団する。高校同期の片平は中日ドラゴンズから2位指名を受けた。
プロ1年目の1986年は右投右打の投手として登録されていたが、2年目の1987年からは100mを10秒台で走る俊足を活かし、スイッチヒッターの外野手に転向する。後には遊撃手や二塁手などの内野手としてもプレーした。同年に一軍初出場を果たし、当時盗塁王の常連だったチームメイトの屋鋪要を凌ぐ俊足で、「屋鋪、大川の右中間は抜けない」と言われて期待され、その後も出場機会は増やしていたが、故障や打撃の非力さでレギュラー定着には至らず、1995年限りで現役を引退。
引退後は球団スタッフに転身し、横浜DeNAベイスターズの二軍マネージャーや一軍マネージャー、監督付きマネージャーを経て運営オペレーションを務めている。
2009年9月5日、先発投手のメンバー表にスティーブン・ランドルフの名前を書くべきところをライアン・グリンの名前を書くミスを犯し、ランドルフの1試合15奪三振の救援最多奪三振記録を演出した。また、マネージャーとして球団公式サイトの広報担当が執筆しているコラムにしばしば登場している。
実家が寺院で自らも得度して僧籍を持ち、本名の隆哉は僧名である。プロ入り当初は隆の登録名だったが、後に本名に改めている。

## 詳細情報

### 年度別打撃成績
| 年 度     | 球 団     | 試 合 | 打 席 | 打 数 | 得 点 | 安 打 | 二 塁 打 | 三 塁 打 | 本 塁 打 | 塁 打 | 打 点 | 盗 塁 | 盗 塁 死 | 犠 打 | 犠 飛 | 四 球 | 敬 遠 | 死 球 | 三 振 | 併 殺 打 | 打 率 | 出 塁 率 | 長 打 率 | O P S |
| --------- | --------- | ----- | ----- | ----- | ----- | ----- | -------- | -------- | -------- | ----- | ----- | ----- | -------- | ----- | ----- | ----- | ----- | ----- | ----- | -------- | ----- | -------- | -------- | ----- |
| 1987      | 大洋 横浜 | 2     | 0     | 0     | 0     | 0     | 0        | 0        | 0        | 0     | 0     | 0     | 0        | 0     | 0     | 0     | 0     | 0     | 0     | 0        | ----  | ----     | ----     | ----  |
| 1988      | 大洋 横浜 | 5     | 6     | 5     | 3     | 2     | 1        | 0        | 0        | 3     | 0     | 1     | 0        | 0     | 0     | 1     | 0     | 0     | 1     | 0        | .400  | .500     | .600     | 1.100 |
| 1991      | 大洋 横浜 | 12    | 17    | 15    | 1     | 2     | 0        | 0        | 0        | 2     | 0     | 0     | 0        | 0     | 0     | 2     | 0     | 0     | 2     | 0        | .133  | .235     | .133     | .369  |
| 1992      | 大洋 横浜 | 28    | 44    | 33    | 4     | 6     | 2        | 0        | 0        | 8     | 3     | 0     | 1        | 7     | 0     | 3     | 0     | 0     | 12    | 3        | .182  | .250     | .242     | .492  |
| 1993      | 大洋 横浜 | 53    | 72    | 66    | 9     | 14    | 1        | 1        | 0        | 17    | 4     | 6     | 3        | 2     | 0     | 4     | 0     | 0     | 17    | 0        | .212  | .257     | .258     | .515  |
| 1994      | 大洋 横浜 | 8     | 3     | 3     | 1     | 0     | 0        | 0        | 0        | 0     | 0     | 1     | 0        | 0     | 0     | 0     | 0     | 0     | 2     | 0        | .000  | .000     | .000     | .000  |
| 通算：6年 | 通算：6年 | 108   | 142   | 122   | 18    | 24    | 4        | 1        | 0        | 30    | 7     | 8     | 4        | 9     | 0     | 10    | 0     | 0     | 34    | 3        | .197  | .258     | .246     | .503  |

- 大洋（横浜大洋ホエールズ）は、1993年に横浜（横浜ベイスターズ）に球団名を変更

### 記録
- 初出場：1987年10月17日、対広島東洋カープ戦（横浜スタジアム）、6回裏にジム・アドゥチの代走として出場
- 初安打：1988年4月10日、対中日ドラゴンズ戦（ナゴヤ球場）、川畑泰博から
- 初打点：1992年4月17日、対ヤクルトスワローズ戦（横浜スタジアム）、4回裏に西村龍次から2点適時打

### 背番号
- 40 （1986年 - 1995年）

### 登録名
- 大川 隆 （おおかわ たかし、1986年 - 1988年、1991年 - 1994年）
- 大川 隆哉 （おおかわ りゅうさい、1989年 - 1990年、1995年）